# Alec Issigonis

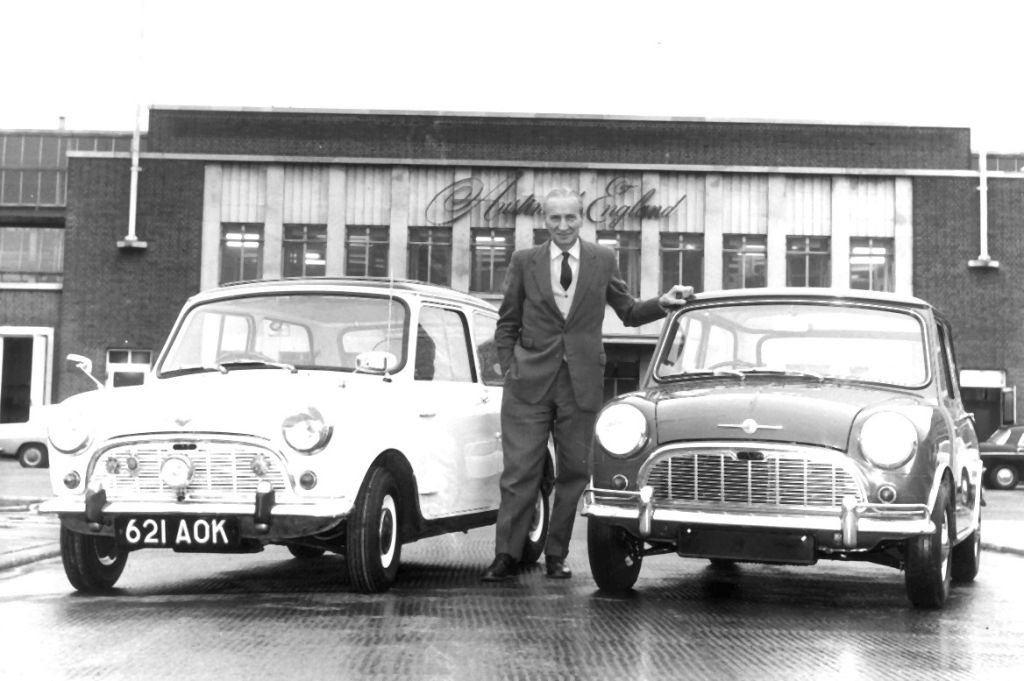
Alec Issigonis tussen twee Mini's

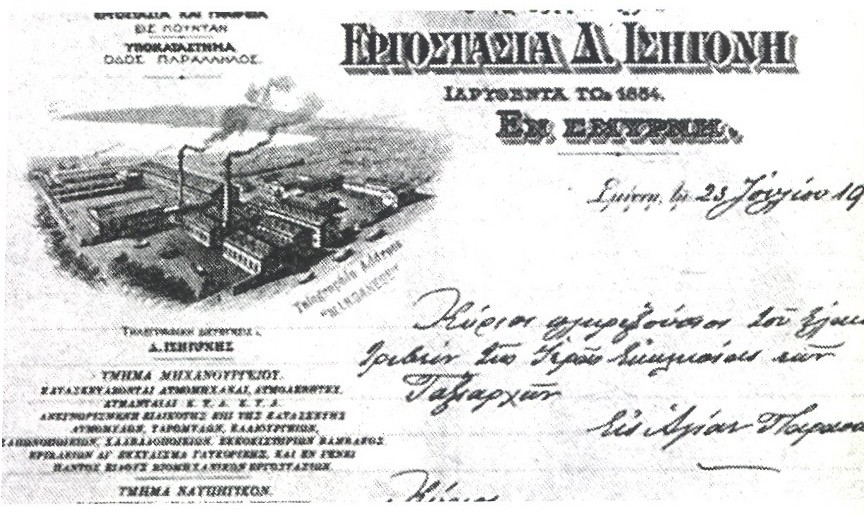
De ketelfabriek (1910)

Alexander Arnold Constantine Issigonis, CBE, FRS (18 november 1906 – 2 oktober 1988) was een Britse autodesigner van Griekse afkomst. Zijn bekendste geesteskind is de Mini, gelanceerd door British Motor Corporation (BMC) in 1959.

## Biografie

### Jeugd
Alexander Arnold Constantine Issigonis werd geboren in de Griekse gemeenschap van Smyrna in het Ottomaanse Rijk (nu İzmir, Turkije). Zijn grootvader Demosthenis Issigonis migreerde naar Smyrna vanuit Paros in 1830 door zijn werk voor de door Britten-gebouwde Smyrna-Aydın Railway, door zijn verdienste en zijn engineering werken kreeg hij de Britse nationaliteit. Demosthenis' zoon (Alecs vader) Constantine Issigonis (Κωνσταντίνος Ισηγόνης), werd geboren met de Britse nationaliteit in Smyrna in 1872. Constantine studeerde in Engeland, en gaf zijn Anglofiele voorkeur door aan zijn zoon. Alecs moeder, Hulda Prokopp, had haar wortels in Württemberg (nu Duitsland).
Tijdens de Eerste Wereldoorlog leefde zijn familie onder huisarrest tijdens de Duitse bezetting. Zijn familie had een ketelfabriek. In september 1922 - voor de grote brand van Smyrna en de herovering door de Turken aan het einde van de Grieks-Turkse Oorlog (1919-1922) - werden Alec en zijn ouders die Britse onderdanen waren geëvacueerd naar Malta door de British Royal Marines. Na de dood van zijn vader in 1922, verhuisde Alec met zijn moeder naar het Verenigd Koninkrijk in 1923. Alec studeerde er ingenieurswetenschappen aan de Battersea Polytechnic in Londen. Na de Battersea Polytechnic schreef Alec zich in bij de Universiteit van Londen om zijn studie af te maken.

### Auto-ontwerper

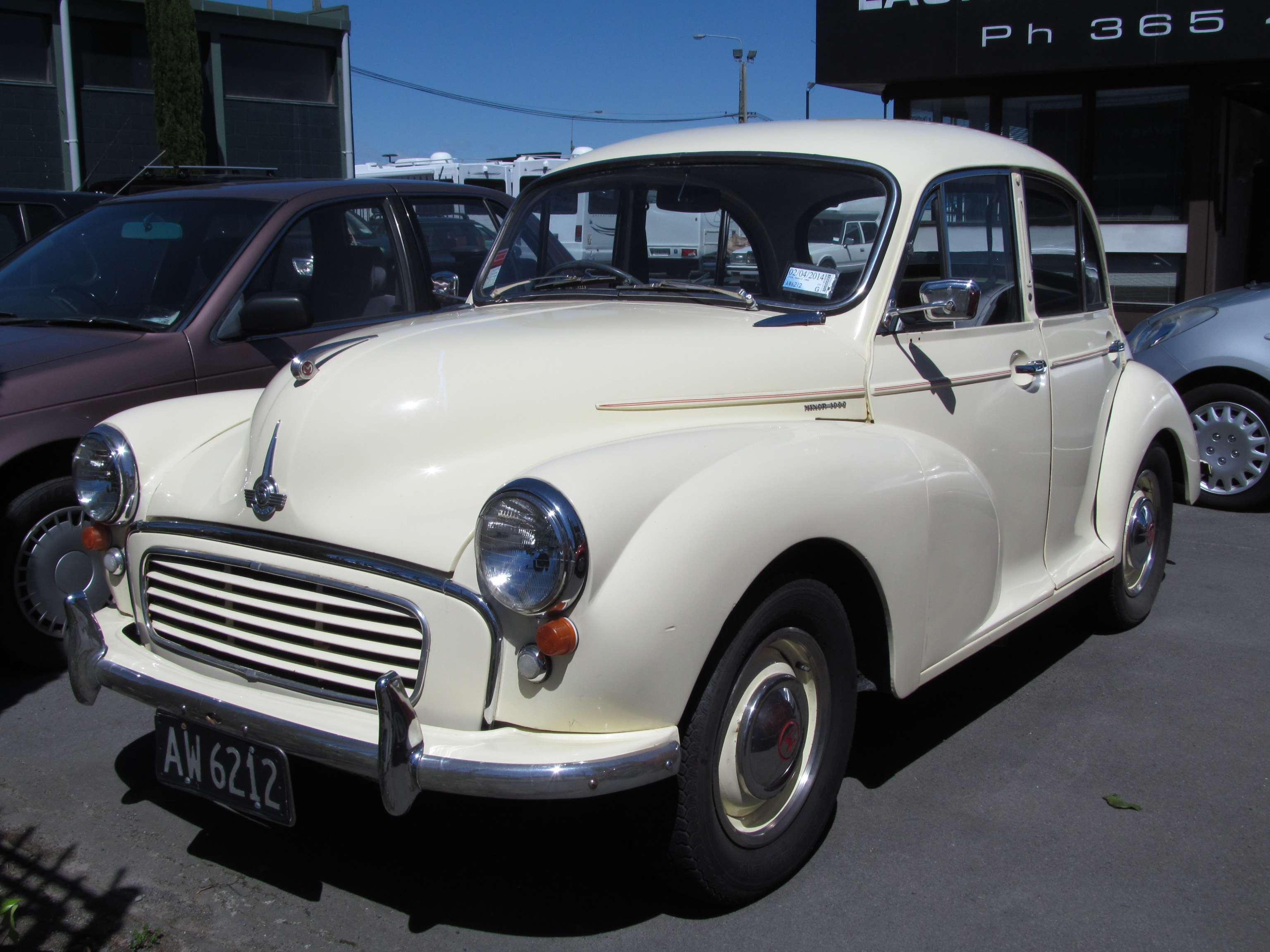
Austin Mini Minor (1958)

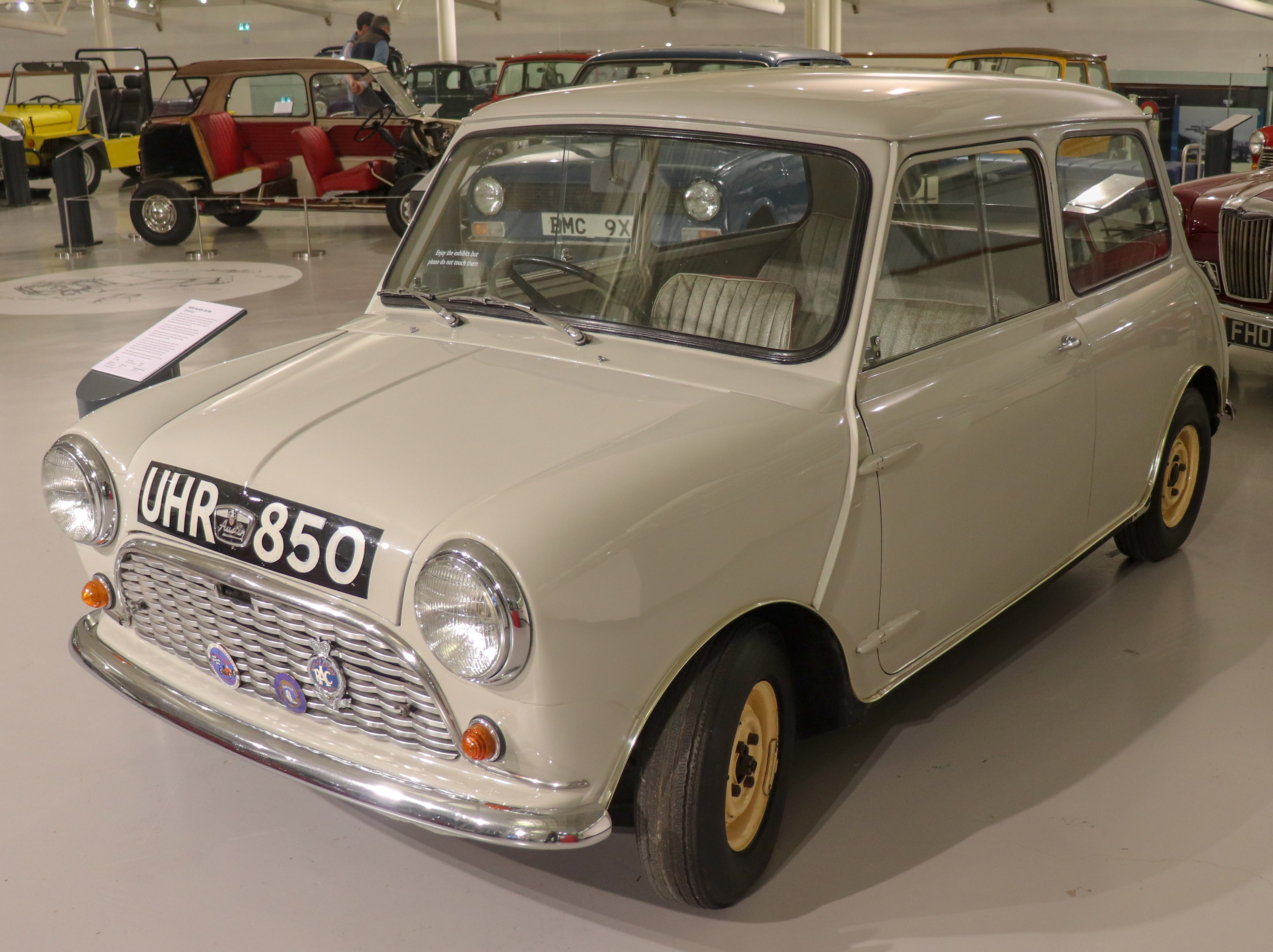
Austin Mini Seven (1959)

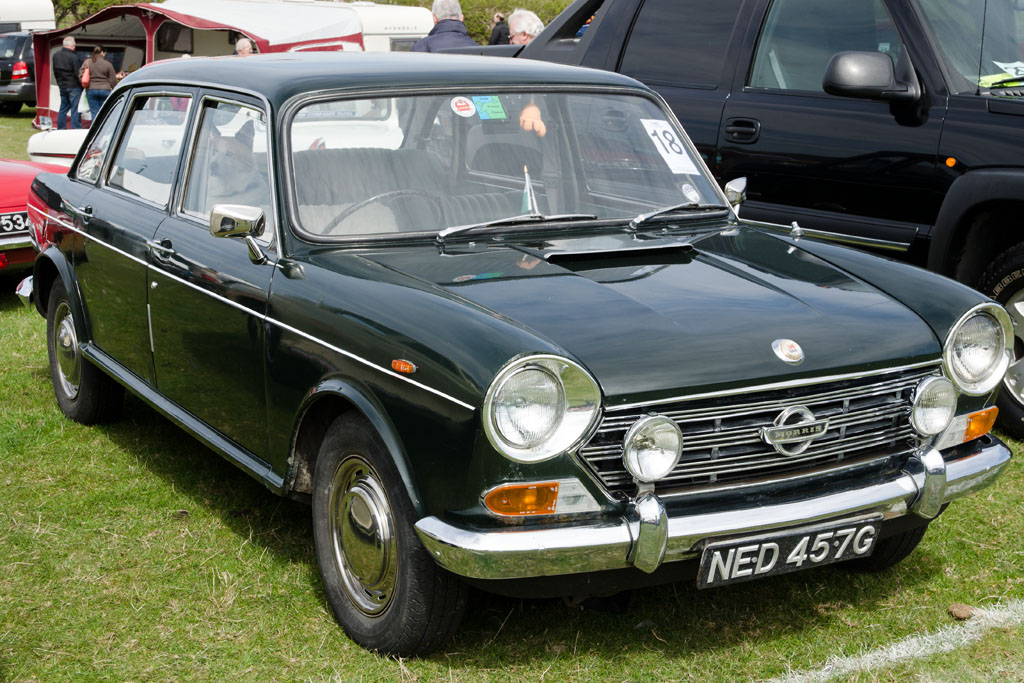
BMC ADO17/Austin 1800 (1968)

Issigonis startte zijn carrière in de auto-industrie als een ingenieur en ontwerper bij Humber en nam deel aan races in de jaren dertig en veertig. In 1930, racete hij met een supercharged "Ulster" Austin Seven, die hij later uitrustte met een vooras van zijn eigen design, hetgeen hem een baan opleverde bij Austin. Zijn in hoge mate aangepaste auto werd vervangen door een special die hij voltooide in 1939, de body had hij gemaakt van multiplex gelamineerd met aluminiumplaten. De ophanging was een geavanceerd ontwerp, een zogenaamde "trailing arm front suspension attached to a steel cross-member" vooraan, en een "swing axle" achteraan, met rubber veren gemaakt van katapultelastiek. Zijn wagen was opmerkelijk licht, slechts 587 lb, waarvan de motor reeds 252 lb woog. Tegen de tijd dat hij het chassis klaar had, verhuisde Issigonis naar Morris, maar desondanks leverde Austin hem een speciale fabrieksmotor een "supercharged side-valve engine". Issigonis won gewoonlijk alle wedstrijden, zelf als hij in de 1100cc klasse moest deelnemen wanneer er geen 750cc categorie was. De meeste races waren sprints, maar hij racete ook op circuits.
In 1936, ging hij naar de Cowley vestiging van Morris Motor Company om er te werken aan een onafhankelijk ophangingsysteem voor de voorzijde van de Morris 10. De oorlog weerhield de directie om dit in productie te nemen maar het werd later gebruikt voor de MG Y-type. Hij werkte aan verschillende projecten voor Morris gedurende de oorlog en naar het einde toe startte hij een project om een verbeterde wagen voor de naoorlogse periode te maken, codenaam: Mosquito, dat werd de Morris Minor, die van 1948 tot 1971 is productie was. In 1952, wanneer BMC werd gevormd door het samengaan van Morris en Austin, verkaste hij naar Alvis Cars waar hij een vooruitstrevende model ontwierp met een geheel aluminium V-8 motor, en kon experimenteren met een "interconnected independent suspension system". Van zijn experiment werd zelfs nooit een prototype geproduceerd omdat het boven Alvis' middelen ging.
Tegen eind 1955, werd Issigonis opnieuw binnengehaald door BMC - maar dit keer in de Austin vestiging Longbridge - en hij werd gerekruteerd door de BMC voorzitter Sir Leonard Lord. Hij werd aangenomen om een nieuw model familie te ontwerpen van 3 wagens. De XC (afkorting van 'experimental car') codenamen waren de XC/9001 - voor een grote comfortable auto, XC/9002 - voor een middenklasse familie-wagen, en de XC/9003 - voor een kleine stadsautootje. In 1956 concentreerde Issigonis zich op de twee grotere wagens, en produceerde hij enkele prototypes om te testen.
Eind 1956 werd brandstof opnieuw gerantsoeneerd ten gevolge van de Suezcrisis, Issigonis kreeg de opdracht van Sir Leonard Lord om zich de kleinste auto, de XC/9003, zo snel mogelijk productie-klaar te maken. Tegen begin 1957, had hij werkende prototypes, en tegen midden 1957 kreeg het project een officieel tekenkamer-projectnummer (ADO15) zodat de duizenden tekeningen nodig om een auto te produceren konden worden gemaakt. In augustus 1959 werd de auto gelanceerd onder de namen: Morris Mini Minor en de Austin Mini Seven (of kortweg Austin Mini). In de daarop volgende jaren werd zijn auto bekend als de Mini. Omwille van de tijdsdruk werd het "interconnected suspension system" dat Issigonis had gepland en waaraan hij als enkele jaren werkte vervangen door en minstens even vernieuwend, maar grover of ruwer, een rubber cone systeem ontworpen door zijn vriend Alex Moulton. De Mini was vanaf dan onstuitbaar op weg om de best verkopende Britse auto te worden met in totaal 5,3 miljoen geproduceerde auto's. Zijn revolutionaire ontwerp met zijn voorwielaandrijving, dwarsgeplaatste motor, geïntegreerde versnellingsbak, 10-inch wielen, en fenomenale efficiënt in zijn ruimtelijk gebruik, werd geproduceerd tot in 2000 en werd de inspiratiebron voor de kleine voorwielaangedreven stadsauto sinds 1960.
Op basis van zijn succes met de Mini werd hij technisch directeur bij BMC. Hij ging door met zijn projecten, de XC/9002 werd de ADO16 en kwam in augustus 1962 op de markt. De XC/9001 werd  ADO17 of Austin 1800 en deze kwam twee jaar later in de verkoopmarkt. Hij had weinig besef van ontwikkelings- en productiekosten. In 1969 ontstond British Leyland en de nieuwe bestuursvoorzitter Lord Stokes besloot hem te vervangen door Harry Webster die meer kostenbewust was. Issigonis bleef betrokken bij speciale projecten tot zijn vertrek in 1971.

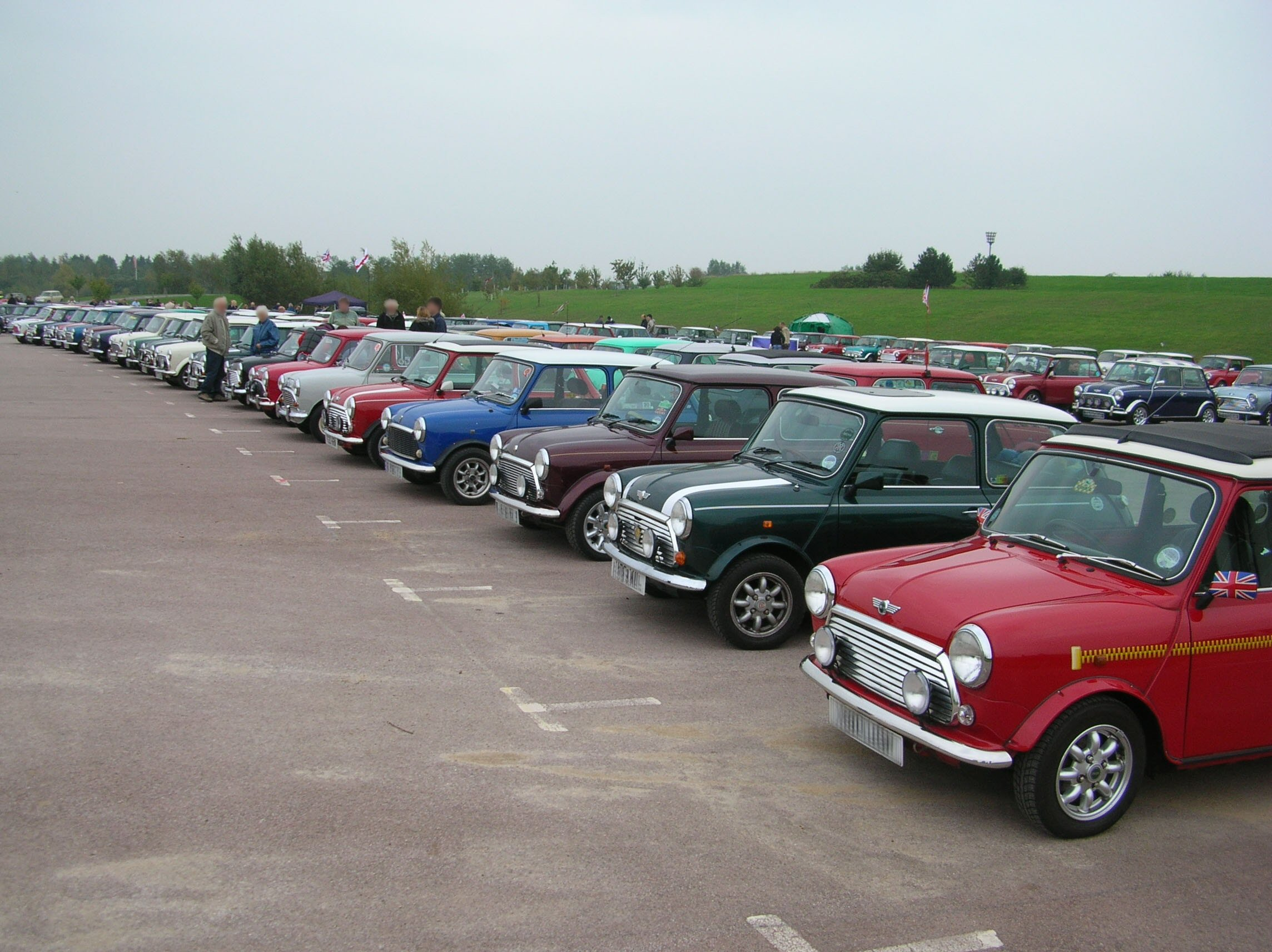
Minis tijden de Issigonis centenary rally

Issigonis (bijgenaamd "The Greek god" door zijn tijdgenoten) werd verkozen als Fellow of the Royal Society in 1967 en werd geridderd in 1969. Hoewel hij zijn bekendheid verwierf met de Mini, vond hij zelf de Morris Minor de beste combinatie van luxe en comfort in een goed voertuig te koop aan een haalbare prijs voor de werkende klasse. De Mini vond hij spartaans uitgerust waarbij alles tot op het bot was vereenvoudigd.
Sir Alec Issigonis ging officieel met pensioen in 1971, hoewel hij bleef werken tot kort voor zijn dood. Hij stierf in 1988 in zijn huis in Edgbaston, Birmingham. Zijn lichaam werd gecremeerd.
Op 15 oktober 2006 werd een rally gehouden aan het Heritage Motor Centre in Gaydon, England, om de honderdste verjaardag van zijn geboortedag te vieren.

## Enkele van zijn ontwerpen
- 1948 Morris Minor
- 1959 Mini
- 1962 BMC ADO16
- 1964 BMC ADO17
- 1969 Austin Maxi